# Sociedade Musical Lyra Oriental
A Sociedade Musical Lyra Oriental, ou apenas Lyra Oriental, foi uma banda formada por músicos negros na cidade de Porto Alegre no início do século XX. Constituída por operários do Arsenal de Guerra, destacou-se por sua intensa atuação em eventos cívicos, religiosos, políticos e culturais, especialmente junto à comunidade negra porto-alegrense. Sua trajetória representa a força da organização associativa negra e sua inserção simbólica e concreta nos espaços públicos da cidade.

### Fundação e estrutura
A Lyra Oriental foi oficialmente fundada em 8 de setembro de 1907, dia seguinte à celebração da Independência do Brasil, reforçando o simbolismo cívico de sua criação. O fundador da sociedade foi João Gonçalves Cruz, e a banda era composta majoritariamente por negros operários do Arsenal de Guerra de Porto Alegre, um espaço de formação técnica e militar que empregava principalmente trabalhadores dos setores populares da capital.
A Banda de Música Lyra Oriental está inserida em um contexto social urbano no período pós-abolição da escravidão no Brasil, marcado por grandes desafios para a população negra, que apesar de livre ainda enfrentava grande marginalização por parte da sociedade. Entre as diversas dificuldades econômicas e sociais, estava o precário acesso à moradia, à educação e ao trabalho digno. Esta situação de vulnerabilidade decorria da falta de políticas públicas eficazes para garantir sua inclusão social e econômica. Neste cenário, emergiram diversos grupos formalmente organizados, visando a participação e inserção da população negra na sociedade, fomentando sua educação, o apoio aos mais pobres para que pudessem ascender socialmente, o entretenimento, a autoestima e a autonomia. Estas associações foram criadas em diversos formatos como clubes, sociedades e bandas musicais.
Apesar de conjuntos musicais como a Lyra Oriental serem constituídos por negros, nota-se que se originaram de instituições cuja formação  não atendia a um critério étnico para sua composição. Como a Banda Floresta Aurora tem sua origem na Irmandade do Rosário, a Banda Lyra Oriental tem sua formação a partir do Arsenal de Guerra, justificando assim sua proximidade com as bandas militares compostas nesta época.
Dentre as diversas sociedades, clubes e bandas que se formaram em diferentes regiões da cidade, como a Sociedade Floresta Aurora e a Lyra Florentina, a Sociedade Musical Lyra Oriental manteve suas atividades vinculadas apenas à  banda de música, não apresentando ramificações internas. Sua sede estava situada na região do Areal da Baronesa, local com forte presença da população negra e que também abrigava instituições como o Pão dos Pobres. O bairro era marcado pela convivência entre negros, imigrantes e brancos pobres, sendo um território urbano diverso e ativo culturalmente, a despeito da falta de estrutura, ausência de melhorias e das frequentes enchentes.
Nas imediações do Areal da Baronesa havia vários quartéis da Brigada Militar, tendo surgido a partir do loteamento e venda de porções da antiga propriedade ao Estado, de 1879 em diante. Muitos soldados destes quartéis eram negros e moradores do Areal, tendo na Brigada a possibilidade de trabalho remunerado. Apesar da presença dos quartéis, a região era muito estigmatizada desde o século XIX, tendo sido conhecida por Banda Oriental em função de estar localizada na margem oriental do Riachinho, atual Arroio Dilúvio, que corria junto à Rua da Margem, ou Rua João Alfredo. A discriminação ocorria fazendo associação direta da cor dos indivíduos com os delitos ocorridos em um local tão vulnerável.
Esta alcunha fazia também referência à fronteira com o Uruguai, evocando as “tropelias e desordens” da região, e expressando a noção de fronteira no sentido de que, para além daquela divisa, estava um território onde um foragido poderia estar a salvo de seus perseguidores e impune. Esta “Banda Oriental” foi uma conhecida rota de fuga de pessoas escravizadas em Porto Alegre e somente deixou de constar no imaginário como uma zona inexpugnável a partir do aterramento do Riachinho.
A sociedade possuía um estatuto próprio e uma diretoria regularmente eleita. A composição da diretoria no ano de 1910 incluía:
- João José Dias – Tesoureiro;
- João Baptista dos Santos – Arquivista;
- Leopoldino Ribeiro Alvares – Orador, cargo que refletia a preocupação institucional com a comunicação pública e cerimonial da entidade.

A banda foi regida entre 1909 e 1920 por José André Gonçalves, também mestre de obras da Igreja das Dores e figura proeminente nos meios musicais e religiosos da cidade. Ele compôs homenagens musicais a personagens como José do Patrocínio e participou ativamente da vida política e cultural da comunidade negra local.

### Atuação musical e redes de relação
A atuação da Lyra Oriental era diversa e abrangente. A banda buscava articular formas musicais identificadas como populares, eruditas, tradicionais e urbanas que de certo modo, além de proporcionar o contato entre desiguais, foi utilizada como meio de mobilidade econômica e social desses músicos. Suas apresentações aconteciam em festas religiosas — como as festividades de Nossa Senhora do Rosário e os Ternos de Reis —, além de eventos cívicos, políticos, culturais e comemorações promovidas por clubes e sociedades negras.
A banda participou de eventos como:
- Aniversário do jornal A Federação (1909 e 1911);
- Festa Republicana de 1913, organizada pelo Centro Republicano Júlio de Castilhos;
- Desfile da Independência do Brasil em 1918, com presença do governador Borges de Medeiros;
- Passeata das 8 horas de trabalho, em 1911, junto com a banda Floresta Aurora e sindicatos operários;
- Missa de réquiem pelo falecimento do contramestre André Avelino Rodrigues, em 1918.

Também atuou em festividades promovidas por clubes negros, como:
- Baile de aniversário do Grêmio 7 de Dezembro (1919);
- Eventos do Clube Social José do Patrocínio, posteriormente renomeado como Centro Cívico José do Patrocínio(1921);
- Aniversário da Escola Hilário Ribeiro, ao lado de bandas militares e escolares.

A Lyra Oriental tinha uma relação próxima com outras bandas da cidade, como a Banda da Brigada Militar, a Banda Municipal e a Banda da Intendência Municipal, regida por Honorato Rosa. Frequentemente, essas bandas atuavam em conjunto, dividindo espaços de apresentação e participando dos mesmos eventos. A Banda Floresta Aurora, dirigida e regida por Honório Porto, por exemplo, era co-irmã da Banda de Música do Arsenal de Guerra. Já a Lyra Oriental, que era formada a partir do próprio Arsenal de Guerra, tinha como co-irmã a Banda da Brigada Militar. É provável que alguns dos integrantes da Lyra Oriental, inclusive, tenham participado da própria banda militar.
A atuação em conjunto e o compartilhamento desses espaços e eventos com outras bandas e sociedades musicais, que não atendiam necessariamente um recorte étnico, mas sim profissional, leva a perceber algumas estratégias de seus integrantes visando a sua ascensão social através da música.

### Perfil dos integrantes
A banda era formada por negros operários, em sua maioria vinculados ao Arsenal de Guerra de Porto Alegre. Os nomes de alguns de seus integrantes e dirigentes conhecidos incluem:
- João Gonçalves Cruz – Fundador da Sociedade Musical Lyra Oriental (1907);
- José André Gonçalves – Regente entre 1909 e 1920; mestre de obras da Igreja das Dores; compositor de homenagens a personalidades negras;
- João José Dias – Tesoureiro (1910); Era Irmão do Rosário;[18]
- João Baptista dos Santos – Arquivista (1910);
- Leopoldino Ribeiro Alvares – Orador (1910);
- Tenente Augusto Cunha - Ofereceu fogos de artifício para uma festividade (1909).[19]
- Vital Baptista - Alfaiate, gerente d'O Exemplo e participante de diversas outras agremiações.[20]

Encontra-se ainda a presença do Maestro Mendanha (falecido em 1885), regente da Orquestra Mendanha. São inúmeras as relações diretas e indiretas entre o Maestro, seus discípulos e instituições de ensino e trabalho com a música relacionada a comunidade negra, deixando seu trabalho vivo através de seus herdeiros como Luiz Joaquim Pereira e Honorio Porto e em diversas regiões e bandas que ali se formavam, assim como a  Banda Lyra Oriental.

### Atuação pública e legado
A Banda Lyra Oriental não se limitava a tocar em espaços privados ou apenas em comunidades negras. Sua presença pública era constante: ocupava ruas, igrejas, praças, coretos e salões de baile, contribuindo para a visibilidade cultural da população negra na cidade. Suas apresentações serviam como estratégia de inserção simbólica e de valorização do pertencimento negro no espaço urbano.
Mesmo sendo uma banda formada por afrodescendentes, sua atuação não se restringia a um público étnico específico. Tocava em eventos de alcance municipal, estadual e até partidário, demonstrando uma relação fluida com diversos setores da sociedade porto-alegrense da época. Além disso, a banda colaborava diretamente com a construção de redes culturais, políticas e religiosas negras, ajudando a fortalecer o movimento associativo afro-gaúcho no início do século XX. Era um exemplo claro de resistência cultural e afirmação comunitária por meio da música.

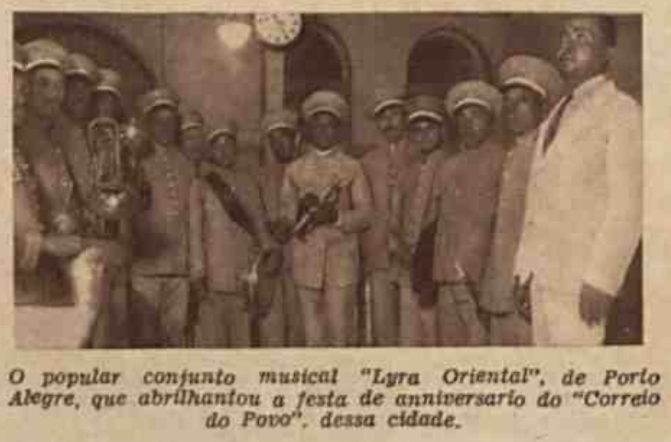
Em 1935 o então Conjunto Musical Lyra Oriental foi convidado a embalar a festa de aniversário do jornal Correio do Povo, o que demonstra seu legado na arte porto-alegrense.

### Tempo de atividade
Embora a data exata de encerramento das atividades da Lyra Oriental não seja conhecida, há registros ativos da banda até a década de 1920, coincidindo com o fim da regência de José André Gonçalves. Após esse período, há um esvaziamento progressivo de suas menções na imprensa e na vida pública porto-alegrense. Na seção de correspondências da revista “O Malho”, há um aparecimento tardio do conjunto musical na festa de Aniversário do Correio do Povo de 1935. Trajando seu uniforme tradicional, a “Lyra Oriental” é descrita brevemente e a notícia da festividade é  ilustrada com uma fotografia singular e repentina: o relógio marca 23h25min, o maestro veste-se de branco para diferenciar-se do grupo que ostenta seus instrumentos e suas boinas. A fotografia transmite a nostalgia e a memória coletiva dos tempos áureos da Lyra, que existia ainda na década de 1930 - a ponto de ser convidada a celebração de tamanha importância - mas já sem a fama e a pompa que lhe era característica.